# Coras FC
Deportivo Tepic Fútbol Club – meksykański klub piłkarski z siedzibą w mieście Tepic, w stanie Nayarit. Obecnie występuje na drugim szczeblu rozgrywek – Ascenso MX. Domowe mecze rozgrywa na obiekcie Arena Cora. Najczęściej określany poprzez swój przydomek, jako Coras Tepic.

## Historia
Klub powstał 19 lipca 1959 pod nazwą Deportivo Nayarit AC z inicjatywy inżyniera Francisco Mengibara Bueno, który został także pierwszym prezesem drużyny. Zespół od początku był określany przydomkiem "Coras" (liczba mnoga od "Cora" – przedstawiciela meksykańskiej grupy etnicznej zamieszkującej głównie stan Nayarit). Dzięki pomocy profesora wychowania fizycznego Fermína Álvareza Soltero udało się znaleźć ludzi chętnych do współpracy z nowo powstałą ekipą, powołano zarząd klubu i stworzono zaplecze organizacyjne. Drużyna Coras zaraz po założeniu przystąpiła do rozgrywek drugiej ligi meksykańskiej – Segunda División, w której zadebiutowała prowadzona przez szkoleniowca Jesúsa "Chitę" Aldrete w sezonie 1959/1960, wygrywając 2:0 z Poza Rica. Podczas rozgrywek 1961/1962 Coras dotarli do finału pucharu drugiej ligi, a ogółem na zapleczu najwyższej klasy rozgrywkowej klub występował nieprzerwanie bez większych sukcesów w latach 1959–1972. Po sezonie 1971/1972, niemal zakończonym spadkiem do trzeciej ligi, drużyna wycofała się z Segunda División ze względu na kiepską sytuację finansową, a przez kolejne cztery lata jako przedstawiciel miasta Tepic zastępowała ją w drugiej lidze ekipa Universidad de Nayarit.
Do drugiej ligi Coras powrócili w 1976 roku; wówczas także na stanowisko prezesa powrócił Francisco Mengibar Bueno. Reaktywacja klubu po czteroletniej przerwie była możliwa głównie dzięki wielkiemu wsparciu nowego gubernatora stanu Nayarit, pułkownika Rogelio Floresa Curiela, za którego kadencji wzniesiono nowy obiekt klubu – Estadio Nicolás Álvarez Ortega. Ponownie w Segunda División ekipa Coras występowała przez dwadzieścia lat (1976–1996), największy sukces osiągając podczas sezonu 1981/1982, kiedy to dotarła do finału tych rozgrywek, będąc o krok od awansu do pierwszej ligi (ostatecznie okazała się gorsza od Oaxtepec). Podczas rozgrywek 1995/1996 klub spadł natomiast do trzeciej ligi i przez kolejne kilka lat bezskutecznie próbował wywalczyć promocję na zaplecze najwyższej klasy rozgrywkowej. Futbol na poziomie drugoligowym powrócił do miasta w sezonie 2005/2006, kiedy to ekipa CD Tapatío – filia krajowego giganta Chivas de Guadalajara – na rok przeniosła się do Tepic i zmieniła nazwę na Chivas Coras Tepic, jednak oryginalny zespół wciąż występował w trzeciej lidze. Mimo wsparcia byłych reprezentantów kraju pochodzących z Tepic – między innymi Erubeya Cabuto i Miguela Zepedy – drużyna Coras została rozwiązana w 2008 roku.
Zaledwie po trzech latach zespół Coras został jednak ponownie reaktywowany, w 2011 roku przystępując do rozgrywek trzeciej ligi. Symbolem nowej epoki w dziejach klubu jest wzniesiony w tym samym roku nowoczesny stadion Arena Cora w Tepic, mogący pomieścić około 13 tysięcy widzów, który powstał na miejscu wyburzonego Estadio Nicolás Álvarez Ortega. W maju 2014 ogłoszono, iż klub po osiemnastu latach nieobecności powróci do drugiej ligi, w miejsce ekipy Atlético Coatzacoalcos, która po zwycięstwie w trzeciej lidze nie otrzymała licencji na występy na zapleczu najwyższej klasy rozgrywkowej. Od tamtego czasu drużyna Coras współpracuje z jednym z największych zespołów w kraju – Chivas de Guadalajara, regularnie wypożyczając od niej młodych zawodników.

## Piłkarze

### Aktualny skład
Stan na 1 września 2016.
| Nr | Poz. | Piłkarz               |
| -- | ---- | --------------------- |
| 1  | NA   | Marco Granados        |
| 2  | OB   | Luis Alfonso Solorio  |
| 4  | OB   | Jorge Enríquez        |
| 5  | OB   | Mario Martín Orozco   |
| 7  | PO   | Sergio Nápoles        |
| 8  | PO   | Julio Gómez           |
| 9  | NA   | Alberto Medina        |
| 10 | PO   | Giovani Hernández     |
| 11 | OB   | Jorge Echavarría      |
| 12 | NA   | Wiliam Oswaldo Guzmán |

| Nr | Poz. | Piłkarz                 |
| -- | ---- | ----------------------- |
| 17 | PO   | Diego Hernández         |
| 18 | OB   | Jorge Parra             |
| 19 | NA   | Guillermo Martínez      |
| 20 | PO   | Elgabry Rangel          |
| 21 | OB   | Diego Jiménez (kapitan) |
| 22 | OB   | Francisco Flores        |
| 23 | BR   | Víctor Hugo Hernández   |
| 27 | PO   | Fernando Rubén González |
| 30 | OB   | Sergio Adrián Flores    |
| 31 | BR   | Alejandro Arana         |

## Trenerzy
- Marcelino Bernal (lip 2011 – gru 2013)
- Francisco Chávez (sty – cze 2014)
- Joel Sánchez (cze – gru 2014)
- Mauro Camoranesi (sty – sie 2015)
- José Luis González China (sie 2015 – lut 2016)
- Hernán Cristante (lut – maj 2016)
- Ramón Morales (maj – lis 2016)
- Marcelo Michel Leaño (od sty 2017)